# Chiesa di San Giovanni degli Eremiti
La chiesa di San Giovanni degli Eremiti è una chiesa cattolica situata a Palermo, in Sicilia; è monumento nazionale.

## Storia della chiesa
A Palermo (1132), con corpi cubici e le cupole emisferiche, è un tipico esempio dello stile arabo presente in Sicilia.
La chiesa, ricostruita secondo i canoni dell'architettura siculo-normanna, è romanica, ma esternamente ricorda edifici orientali. Tale richiamo all'Oriente viene ancor più enfatizzato dalle cupole di colore rosso acceso, restaurate nell'Ottocento dell'architetto Giuseppe Patricolo, secondo un'interpretazione del colore originale basata su antiche tracce di intonaco di color rosso cupo.
- 581, San Gregorio Magno e la madre Santa Silvia sono annoverati tra i promotori e fondatori del luogo di culto.[5] Il monastero appartiene all'Ordine benedettino prima sede Abbaziale della Congregazione Benedettina in Sicilia.[6]
- VII secolo, Agatone, futuro Papa, veste l'abito monastico in questo monastero.[7]
- 842, Distruzione del monastero da parte saracena.[7] Nel periodo arabo il luogo divenne sede di un edificio islamico, probabilmente una moschea, comprendente la cosiddetta “sala araba”: l'edificio islamico era probabilmente costituito da tre unità architettoniche: l'aula rettangolare (la “sala araba”), il portico e un recinto. La “sala araba” (m. 17.76 x 5.62) aveva l'asse maggiore orientato nord a sud in direzione della Mecca ed è oggi coperta da tre grandi volte a crociera di età cinquecentesca.

- 1132, Riedificazione operata da re Ruggero[7] con affido del monastero a Guglielmo da Vercelli fondatore dell'Ordine di Montevergine.[8] In questa fase il primitivo monastero di Sant'Ermete è dedicato a San Giovanni Apostolo ed Evangelista. Adiacente al monastero sorgeva la chiesa di San Mercurio (in greco Ermes), per la vita eremitica dei monaci pertanto definiti romiti, per assonanza o storpiatura o contaminazione verbale col termine Ermete, il luogo di culto ricostruito diviene noto come monastero di San Giovanni degli Eremiti.[9] Con la ricostruzione di Ruggero assume il titolo di «Reale» e riceve le concessioni di numerosi privilegi.
- 1157 - 1163, L'Abate Giovanni Nusco discepolo di Guglielmo fonda numerosi monasteri dipendenze del monastero di San Giovanni degli Eremiti, egli conclude la parabola terrena presso uno di essi ovvero nelle pertinenze della Prioria di Santa Maria del Bosco Adriano di Burgio.

Nel corso dei secoli la chiesa ha subito alcune manomissioni che tuttavia non hanno in alcun modo intaccato l'edificio interno. Sovrapposizioni sono state eliminate intorno al 1880, dall'architetto Giuseppe Patricolo, che ne volle ripristinare l'aspetto originale.
Dal 3 luglio 2015 fa parte del Patrimonio dell'umanità (UNESCO) nell'"Itinerario Arabo-Normanno di Palermo, Cefalù e Monreale".

## Descrizione

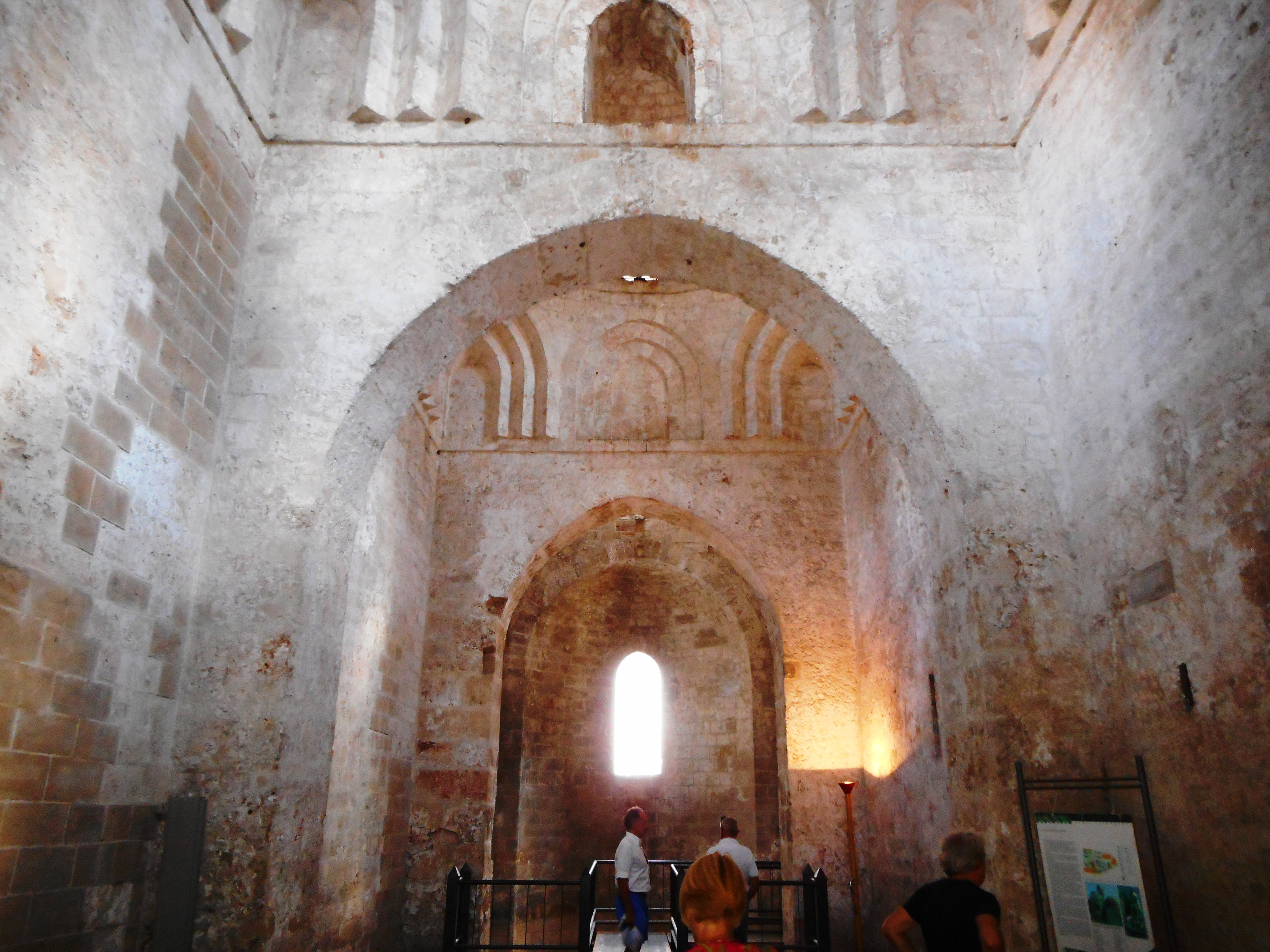
Interno delle chiesa

La chiesa, caratterizzata all'esterno dalle cupole di colore rosso, appoggiata con un fianco ad un corpo quadrato anteriore, è realizzata a croce commissa divisa in campate quadrate su ciascuna delle quali poggia una semisfera. Il presbiterio, terminante in nicchia, è sormontato da una cupola, come quella dei due corpi quadrangolari che la fiancheggiano e di cui quello di sinistra si eleva a campanile.
Il chiostro, abbellito da un lussureggiante giardino, è la parte meglio conservata del primitivo monastero; spiccano per bellezza e leggerezza le colonnine binate con capitelli a foglie d'acanto che reggono archi ogivali a doppia ghiera. Vi si trova inoltre una cisterna araba.
Oggi l'edificio presenta una nuda cortina muraria fatta con conci di tufo squadrati; l'interno ha tre absidi semicircolari ed è suddiviso in cinque campate quadrate coperte da cupolette che si raccordano alle pareti tramite nicchie.
(F. Elliot, Diary of an Idle Woman in Sicily (1881))

## Opere documentate
- XV secolo, San Giovanni Evangelista, dipinto, opera documentata di Tommaso De Vigilia.[11]

## Oratorio
- Oratorio di San Mercurio: sul cortile si prospetta l'edificio sede della Compagnia della Madonna del Deserto altrimenti detta Compagnia della Madonna della Consolazione in San Mercurio, fondata nel 1572.